# 福永信
福永 信（ふくなが しん、1972年6月22日 - ）は、日本の小説家、同人活動家。東京都出身。京都市在住。京都造形芸術大学芸術学科中退。

## 経歴
1998年、「読み終えて」で第1回ストリートノベル大賞受賞。『リトルモア』に小説を掲載し、2001年に初の作品集『アクロバット前夜』を刊行。2006年、同人作家として柴崎友香、名久井直子、長嶋有、法貴信也とともに同人誌『Melbourne1』を刊行。「アーティスト・イン・笠島」に招聘。2007年、先のメンバーとともに同人誌第二弾『Иркутск2』を刊行。2012年、『一一一一一』で第25回三島由紀夫賞候補。2013年、『三姉妹とその友達』で第35回野間文芸新人賞候補。2015年、第5回早稲田大学坪内逍遥大賞奨励賞受賞。

## 作風
- デビュー作品集『アクロバット前夜』は、横書きで、1頁目の1行目が2頁目の1行目につながり、最終頁の1行目が1頁目の2行目につながる、という極めて珍しい頁構成となっている。2009年に、内容はそのまま、通常の縦書きに再構成された『アクロバット前夜90°』が刊行された[2]。
- 単行本化に際して、雑誌掲載作を大幅に改稿することがある。
- 現代美術にも造詣が深く、『あっぷあっぷ』は村瀬恭子の絵画作品と小説の文章が併録される構成、『一一一一一』、『三姉妹とその友達』は台詞を中心とした演劇的作品である。柴崎友香には「現代美術的っていうかインスタレーションのように小説をやってる」と評されている[3]。

## 作品リスト

### 単行本
- 『アクロバット前夜』（2001年、リトルモア）
  - 読み終えて（『リトルモア』VOL3 1998年冬号）
  - アクロバット前夜（『リトルモア』VOL6 1998年秋号）
  - BOYS＆GIRLS（『リトルモア』VOL13 2000年夏号）
  - 五郎の五年間（書き下ろし）
  - 屋根裏部屋で無理矢理（『リトルモア』VOL7 1999年冬号）
  - 三か所の二人（『リトルモア』VOL9 1999年夏号）
- 『あっぷあっぷ』（村瀬恭子画、2004年、講談社）
- 『コップとコッペパンとペン』（2007年、河出書房新社）
  - コップとコッペパンとペン（『文學界』2004年2月号）
  - 座長と道化の登場（『文學界』2004年12月号）
  - 人情の帯（『文藝』2005年冬号）
  - 2（書き下ろし）
- 『アクロバット前夜90°』（2009年、リトルモア）
  - 『アクロバット前夜』（2001年）を縦書きに再構成したもの
- 『星座から見た地球』（2010年、新潮社）
  - 『メルボルン1』2006年11月
  - 『イルクーツク2』2007年12月
  - 『WB WASEDA bungaku FreePaper』第10号～第16号（2007年～1009年）
  - 『新潮』2007年12月号
  - 『新潮』2010年2月号（以上に掲載されたものを再構成）
- 『一一一一一』（2011年、河出書房新社）
  - 一二（『文藝』2010年春号）
  - 一二三（『文藝』2009年秋号）
  - 一（『文藝』2010年春号）
  - 二一（『すばる』2009年1月号）
- 『三姉妹とその友達』（2013年、講談社）
  - 三姉妹（『群像』2012年7月号～10月号）

- 『星座と文学』（2014年、メディア総合研究所）
- 『実在の娘達』（2018年、私家版[4]）
  - 「帽子」（『IMA』vol.10、2014年）
  - 「楽しかった思い出」（『花椿』2013年）
  - 無題（金氏徹平『tower(THEATER)』2017年）

### 電子書籍
- 『「父と子」＆「店」』（2020年5月、本屋B&B）
  - 父と子（『すばる』2016年7月号）
  - 店（『新潮』2015年12月号）

### 編著
- めくってたんけん！いろんな絵の巻（2012年3月、岩崎書店）
- めくってたんけん！ふしぎな彫刻と写真の巻（2012年3月、岩崎書店）
- めくってたんけん！いつでもあえる作品たちの巻（2012年3月、岩崎書店）
- 小説の家（2016年7月、新潮社）
  - 『美術手帖』に掲載された作品のアンソロジー。福永信が知り合いの作家に執筆を依頼した[5]。（収録：柴崎友香、岡田利規、山崎ナオコーラ、最果タヒ、長嶋有、青木淳悟、耕治人、阿部和重、いしいしんじ、古川日出男、円城塔、栗原裕一郎）
- 絵本原画ニャ―！～猫が歩く絵本の世界～（2019年7月、青幻舎、編集：筒井大介、執筆・構成：福永信）
- 遠距離現在 Universal/Lemote（2024年8月、広島市現代美術館、構成：福永信） - 広島市現代美術館にて期間限定で配布された鑑賞ガイドブック。

### 単行本未収録作品
- 根木山（『文學界』2002年3月号）
- 五郎の読み聞かせの会（『群像』2004年9月号）
- 私の洛外図（『群像』2005年5月号）
- 寸劇・明日へのシナリオ（『新潮』2006年2月号）
- 西凶区からの手紙（『凶区』創刊号）
- ヨンストン（『すばる』2015年1月号）
- 未来を生きる君へのダイイングメッセージ（『すばる』2015年7月号）
- 墓碑銘（『文學界』2016年8月号）